# Money Money 2020
Money Money 2020 è il primo album in studio del gruppo musicale statunitense The Network, side-project dei Green Day, pubblicato il 30 settembre 2003 dalla Adeline Records.
Nel 2004 la Reprise Records ha ripubblicato l'album con l'aggiunta di due tracce bonus.

## Tracce
Testi e musiche dei The Network, eccetto dove indicato.
1. Joe Robot – 2:02
2. Transistors Gone Wild – 1:27
3. Reto – 2:01
4. Supermodel Robots – 2:05
5. Money Money 2020 – 2:12
6. Spike – 2:59
7. Love and Money – 1:21
8. Right Hand-A-Rama – 2:07
9. Roshambo – 2:46
10. Hungry Hungry Models – 2:43
11. Spastic Society – 2:27
12. X-Ray Hamburger – 3:15

DVD bonus nell'edizione speciale
1. Supermodel Robots – 2:05
2. Joe Robot – 2:02
3. Hungry Hungry – 2:43
4. Love and Money – 1:21
5. Spike – 2:59
6. Transistors Gone Wild – 1:27
7. Credits/Roshambo – 2:46

Tracce bonus nella riedizione del 2004
1. Teenagers from Mars – 3:32 (Glenn Danzig) – originariamente interpretata dai Misfits
2. Hammer of the Gods – 2:34